# Trillingane
Die Trillingane (norwegisch für Drillinge) sind drei Nunatakker im ostantarktischen Königin-Maud-Land. Im Gebirge Sør Rondane ragen sie 10 km nordöstlich des Bergs Balchenfjella auf.
Norwegische Kartografen, die auch die deskriptive Benennung vornahmen, kartierten sie 1957 anhand von Luftaufnahmen der US-amerikanischen Operation Highjump (1946–1947).